# UCR
UCR (Uncontrolled Chain Reaction) var et københavnsk punk, post-punk og gothisk band, der eksisterede fra 1979-1985. I starten inspireret af bands som Siouxsie & the Banshees og A Certain Ratio, senere af bl.a. Japan. 
UCR's udtryk er storladent, melankolsk, inciterende og messende. Tekstmæssigt betragtes tidens håbløshed og weltschmerz fra en distance med et ønske om at finde et bedre (mentalt) sted. UCR's musik udtrykker æstetikken i fortabelsen samtidig med drømmen om, at en bedre tid må komme. Stilmæssigt har musikken elementer af både goth-rock og new romanticism.
Bandet spillede i 1980 bl.a. i Rockmaskinen og på Channel One. I 1981 og '82 bl.a. i Saltlageret, i Barbue i åbningsåret 1984 og i 1985 i det hedengangne Ungdomshuset. 
UCR spillede bl.a. til punkfestivalerne Concerto de Nobrainos insanos (1980) og Nosferatu Festival (1982) og opvarmning til Theatre of Hate i Saltlageret i 1981.
Bandet var meget aktive på den danske punkscene, hvor de spillede sammen med bl.a. Sods, City-X, Ballet Mécanique, Before, ADS, Art in Disorder, Tee Vee Pop m.fl.
UCR indspillede i ca. 1981 materiale til en fuld LP i Karma Music Studio for pladeselskabet Irmgardz i forbindelse med indspilningen af deres single "Youseeare". Albummet er imidlertid aldrig udkommet, og 8-track masterbåndet er angiveligt forsvundet i forbindelse med Irmgardz kaotiske afvikling.
Blandt bandmedlemmerne var bl.a. Lars Bent Petersen (bas), Søren Søndergaard Johnsen (trommer), Karsten Hjarsø (guitar), Lone (vokal 1979-82), James (vokal 1982-83), Filip (vokal 1983-85), Bettina (keybd./kor) og Todd (perc.).
Medlemmerne i UCR var bl.a. ex-ADS og ex-D-Day og har enkeltvis senere spillet en rolle i bandsene Alter Ego, Selig, Playhouse, Frogstone og jetpetz. 

## Udgivelser
- 7"S 1982 Youseeare (Irmgardz / IRMGS 106)
- 12"LP 1982 Communication (Irmgardz / IRMG 7)
- 12"LP Comp 1982 Live Nosferatu Festival ( Nosferatu Records / NOS1)